# Wilsberg: Miss-Wahl
Miss-Wahl (im Vorspann Misswahl) ist die 19. Folge der Fernsehfilmreihe Wilsberg. Die Erstausstrahlung erfolgte am 17. Februar 2007 beim ZDF. Regie führte Walter Weber, das Drehbuch wurde von Stefan Rogall geschrieben.

## Handlung
In Münster findet die Wahl zur „Miss Münsterland“ statt, deren Gewinnerin ein Modelvertrag winkt. Frau Penzler, die den Schönheitswettbewerb organisiert, hat Alex Holtkamp als Assistentin und auf deren Anraten Georg Wilsberg als Sicherheitsbeauftragten engagiert. Wilsberg überrascht Harry Jonas, der eine Privatdetektei betreibt, als dieser sich Zutritt zur Umkleide der Teilnehmerinnen der Miss-Wahl verschafft. Es stellt sich heraus, dass die Teilnehmerin Rebecca Horstmar, die Tochter des Münsteraner Bürgermeisters, von Harry Jonas observiert wurde. Kurz darauf wird Harry Jonas erstochen in seiner Wohnung aufgefunden.
Die Zwischenfälle im Vorfeld der Miss-Wahl häufen sich. Ines kollabiert, nachdem sie mit Ecstasy versetztes Wasser getrunken hat. Margo, die sich zuvor häufiger mit Ekki zu Verabredungen getroffen hat, verätzt sich ihr Gesicht, nachdem sie Rebeccas Puderdose verwendet hat, die mit einer Säure versehen wurde. Wilsberg wird von Frau Penzler als Sicherheitsverantwortlicher hinausgeworfen, sie engagiert dafür zwei durchtrainierte Athleten. Somit hat Wilsberg mehr Zeit, sich um die Aufklärung des Tods von Harry Jonas sowie die Vorfälle bei der Miss-Wahl zu kümmern.
Georg Wilsberg bringt über das Dezernat für Verkehrsangelegenheiten in Erfahrung, dass mit Rebeccas Auto im Kreis Steinfurt ein Unfall verursacht wurde, bei dem eine Frau von der Straße gedrängt und anschließend Fahrerflucht begangen wurde. Nach übereinstimmender Aussage von Rebeccas Eltern war der Wagen jedoch zu diesem Zeitpunkt aus Wolbeck gestohlen worden und tauchte erst später beschädigt wieder auf. Wilsberg wird jedoch stutzig, als er von der beauftragten Werkstatt erfährt, dass der vorgeblich gestohlene Wagen nicht kurzgeschlossen wurde.
Rebecca erhält seit einiger Zeit anonyme Drohungen per SMS. Moritz Althoff, ihr neuer Freund, der ihre Modelkarriere managen will, kann sich diese SMS nicht erklären, verspricht ihr aber, auf sie aufzupassen. Katharina Horstmar, Rebeccas Mutter, die sich bereits mit Rebeccas Ex-Freund Rainer eingelassen hatte, kommt auch Moritz näher. 
Bei Laura Preminger, dem Unfallopfer, die seitdem im Rollstuhl sitzt, entdeckt Wilsberg ein Foto, das Laura vor ihrem Unfall mit Moritz Althoff zeigt. Nach Lauras Aussage ist der Mann ihr Ex-Verlobter Sven, von dem sie sich nach dem Unfall getrennt hatte, weil sie seine Beteuerungen, er liebe sie nach wie vor, für verlogen hielt und nicht bemitleidet werden wollte. Da wird Wilsberg klar, dass Sven ein starkes Mordmotiv gegen Rebecca hat: Er will sich für den vermeintlich von Rebecca verschuldeten Unfall rächen, der Lauras Leben und ihre gemeinsamen Pläne vernichtet hat. Sven hatte Harry Jonas mit Ermittlungen beauftragt, doch als dieser mit seinen Erkenntnissen Geld erpressen wollte, musste er sterben. 
Beim Finale des Schönheitswettbewerbs schleicht sich Sven unter die Bühne und platziert dort eine Bombe mit Fernzünder. Er wird dabei von Ekki überrascht, kann ihn jedoch überwältigen. Dann setzt er sich ins Publikum, um Rebeccas Leben am Höhepunkt des Abends zu zerstören. Wilsberg kann ihn jedoch überraschen und ihm den Fernzünder wegnehmen. Darauf stürzt Sven auf die Bühne und setzt Rebecca ein Messer an die Kehle. Erst angesichts des drohenden Anschlags auf ihre Tochter ist Katharina Horstmar auf Wilsbergs Drängen gewillt zuzugeben, dass nicht Rebecca den Unfall verursacht hat, sondern sie selbst, mit Rebeccas Wagen auf dem Heimweg von Rebeccas Ex-Freund Rainer. Aus Angst, das Bekanntwerden dieser Affäre würde das Ende der politischen Karriere ihres Ehemanns bedeuten, ließ sie die schwer verletzte Laura am Unfallort zurück und täuschte anschließend zusammen mit ihrem Gatten einen Diebstahl des Unfallfahrzeugs vor.
Kommissarin Anna Springer nimmt sowohl Sven Althoff als auch Katharina Horstmar fest. Rebecca zieht aus dem Haus ihres Vaters aus. Lauras Genesung macht Fortschritte – im Abspann läuft sie schon mit Krücken.

## Hintergrund
Der Film wurde in Münster, Köln und einzelne Szenen in Bonn (Außenaufnahmen der Villa des Bürgermeisters) gedreht. Die Dreharbeiten begannen am 4. Juli 2006 und endeten am 3. August 2006. In Münster wurde an der Frauenstraße am Antiquariat Solder, in dem sich im Film das Antiquariat Wilsberg befindet, gedreht. Die Aufnahmen der Miss-Wahl entstanden in und am Schloßtheater. Die Szenen, in denen sich zunächst Wilsberg und Moritz sowie später Moritz und Rebecca im Café treffen, wurden am Kreativkai im Hafen Münster gedreht.
Die Premierenfeier zur Folge Miss-Wahl fand in Münster im Kreuzviertel im Café Wilsberg statt, das im Oktober 2007 geschlossen wurde.
Am 21. Juni 2007 wurde die Folge zusammen mit der 20. Folge Die Wiedertäufer von Polarfilm auf DVD mit FSK-12-Freigabe veröffentlicht. Die DVD enthält neben den beiden Hauptfilmen als Bonusmaterial ein Making-of sowie ein Porträt über die Stadt Münster.
Holger Stolz wird zwar im Abspann der Folge aufgeführt, konnte die Dreharbeiten jedoch aufgrund einer zeitlichen Überschneidung mit einem anderen Projekt nicht wahrnehmen und ist daher in der Folge nicht zu sehen.
Der Running Gag Bielefeld verweist in dieser Folge auf die Aussage einer der Teilnehmerinnen der Miss-Wahl, die sagt: „Mit dem Lidstrich siehst du aus wie ein Waschbär, Miss Bielefeld.“
Während Wilsberg bei den Proben der Miss-Wahl als Wachmann tätig ist, liest er den Roman Das Bildnis des Dorian Gray von Oscar Wilde, in dem es wie bei der Miss-Wahl um die Moralität von Sinnlichkeit und Ästhetizismus geht. Alex Holtkamp kommentiert dies mit einem Zitat von George Orwell: „Mit fünfzig hat jeder das Gesicht, das er verdient.“
Ekki fährt in dieser Folge erstmals einen dunklen Maserati Biturbo 430 statt des im Vorspann gezeigten roten Alfa Romeo 156. Am Heck ist der Schriftzug Massimati angebracht. Der für die Marke charakteristische Dreizack am Kühlergrill wurde dagegen nicht verändert.
Felix Vörtler ist als Landwirt in der Folge zu sehen, später in der Folge Morderney (Crossover mit der Fernsehreihe Friesland), tritt er als Kommissar Brockhorst in Aktion.
Bei dem Musiktitel am Ende der Episode handelt es sich um It's Only Pain von Katie Melua aus dem Jahr 2006.

## Rezeption

### Einschaltquoten
6,24 Millionen Zuschauer sahen die Folge Miss-Wahl bei ihrer Erstausstrahlung im ZDF, was einem Marktanteil von 19,5 % entsprach und den Tagessieg zur Hauptsendezeit bedeutete. Aus der Zielgruppe der 14- bis 49-Jährigen schalteten 1,33 Millionen Zuschauer ein, was einem Marktanteil von 11,2 % ausmachte.

### Kritik
Nach Urteil von TV Spielfilm sei der Film „keine schlechte Wahl. Kurzweilig und im positiven Sinne undurchsichtig, wenn auch streckenweise etwas exaltiert gespielt und betulich inszeniert“. Der Fall sei „ganz schön verzwickt“, bestätigt Tilmann P. Gangloff für kino.de, der ebenfalls die „guten Darsteller“ lobt. Das Lexikon des internationalen Films urteilt: „(Fernseh-)Detektivkrimi eine langlebigen Reihe, die das Böse in den »besseren Kreisen« der Universitätsstadt Münster sucht.“
Manuel Weis von quotenmeter.de ist der Meinung, die Miss-Wahl sei „optisch“ gelungen und die Darstellung der Streitigkeiten zwischen den Teilnehmerinnen sei „realistisch“ ausgefallen. Besonders wurde die darstellerische Leistung von Vijessna Ferkic hervorgehoben. „In den ersten 20 Minuten hätte der Krimi etwas mehr Fahrt aufnehmen können“, gestaltet sich aber anschließend „spannend“, so dass er „zu fesseln weiß“. Weis vergab für die Folge Miss-Wahl eine Gesamtwertung von 85 %.
Miss-Wahl sei zwar „nicht einer der überzeugendsten Fälle des knurrigen Münsteraner Detektivs“ und „es gab schon charmantere, auch spannendere Filme aus der »Wilsberg«-Reihe“, doch „lohnt es sich gerade diesmal, bis zum Schluss dranzubleiben“, denn Walter Weber „gelingt ein atmosphärisch starkes Finale, in dem es dem Schlusslied der Pop-Sängerin Katie Melua vorbehalten bleibt, die Frage nach dem lange gesuchten Motiv des Täters zu beantworten: »It's only pain«“.